# Ceratosporium fuscescens
Ceratosporium fuscescens är en svampart som beskrevs av Schwein. 1832. Ceratosporium fuscescens ingår i släktet Ceratosporium och familjen Helminthosphaeriaceae.   Inga underarter finns listade i Catalogue of Life.